# Simon's Town

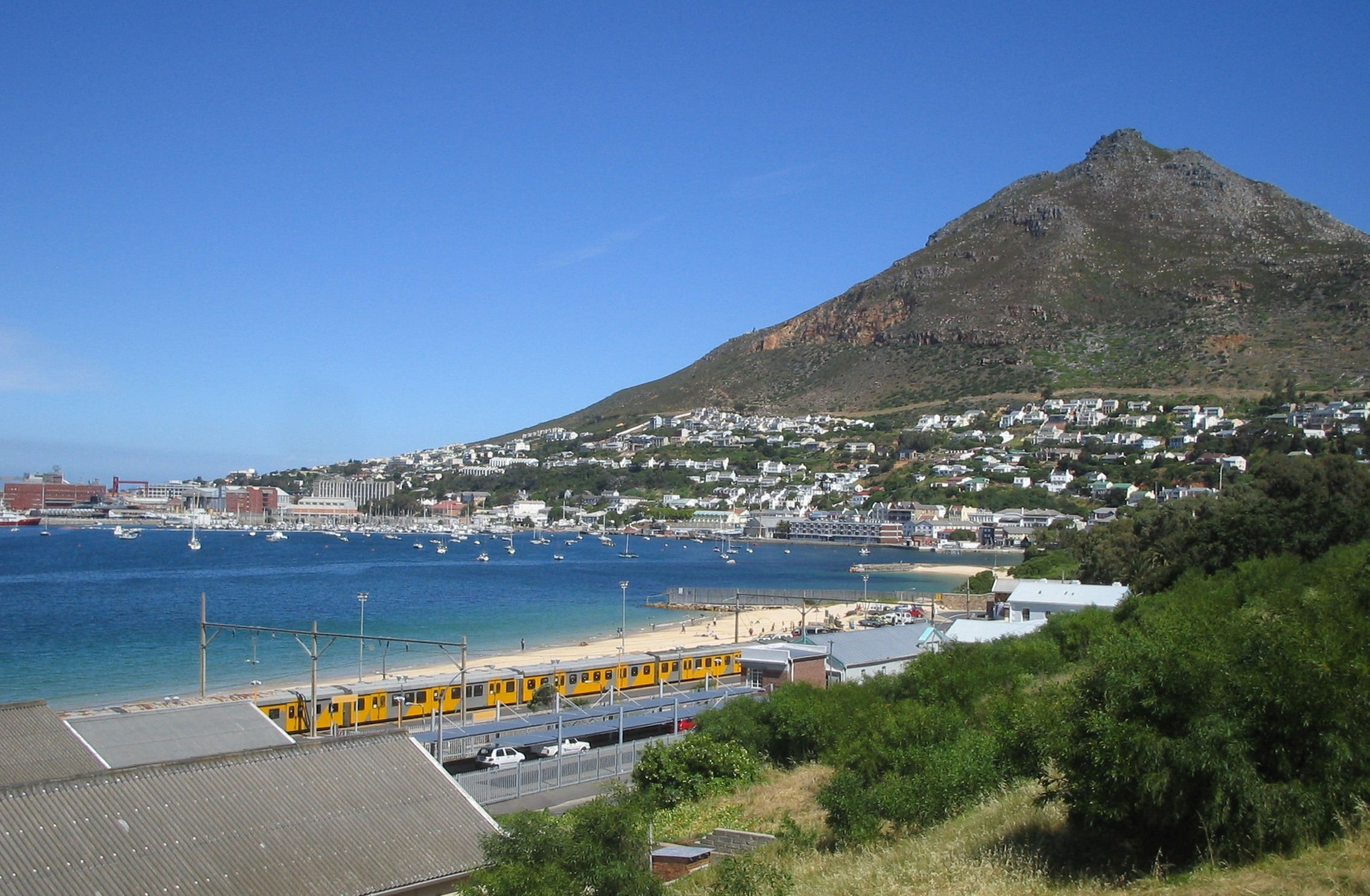
Simon's Town i november 2008.

Simon's Town (eller Simonstown, afrikaans: Simonstad) är en ort och en flottbas söder om Kapstaden och är belägen på Kaphalvön i Västra Kapprovinsen i Sydafrika. Folkmängden uppgick till 6 569 invånare vid folkräkningen 2011. Orten fick sitt namn efter Simon van der Stel.
Simon's Town är en välbevarad historisk hamnstad som för mer än 150 år sedan var en huvudbas för den brittiska flottan i Sydatlanten. I dag är det Sydafrikas egen örlogsflotta som dominerar Simon's Town.
Orten är även en populär turiststad med stränder, pingvinkoloni, marinmuseum och leksaksmuseum.
1985 slog sig en koloni fridlysta sydafrikanska pingviner ner på stranden vid Boulders Beach i Simonstown. Snart blev Boulders Beach en pingvinfristad och än idag bor här mellan 2 500 och 3 000 pingviner. Pingvinkolonin lockar folk från hela världen för att turista hit och se på de fridlysta pingvinerna.